# Maison-musée Mirza Fatali Akhundov
La maison-musée Mirza Fatali Akhundov (azéri : Mirzə Fətəli Axundovun ev-muzeyi Mirzə Fətəli Axundovun ev-muzeyi ) est consacrée à l'écrivain, dramaturge et éducateur azerbaïdjanais Mirza Fatali Akhundov (1812-1878). 
Elle est dans la ville de Chaki en Azerbaïdjan. Mirza Fatali Akhundov est né dans cette maison et y a passé son enfance et sa jeunesse. 

## Histoire
La maison a été construite en 1800. En 1811, elle est achetée par le père de Mirza Fatali Akhundov, Mirza Mohammed Tagui. Mirza Fatali Akhundov y naît en 1912. Deux ans plus tard, le père d’Akhundov et sa famille s’installent dans le village de Khameneh, près de Tabriz. Lorsque l'enfant est âgé de 13 ans, ses parents se séparent. 
En 1825, Akhundov et sa famille retournent à Nukha (Chaki depuis 1968). Akhundov est désormais éduqué par l’oncle de sa mère, Akhund Haji Alesker. En 1833, Akhundov entre dans la nouvelle école publique de Nukha, mais un an plus tard, il s'installe à Tiflis. 
La création du musée date de 1940. En 2012, à l'occasion du 200e anniversaire de la naissance d'Akhundov, la restauration du bâtiment est achevée. 

## Description
La maison-musée, créé en 1940, est le plus ancien musée commémoratif d'Azerbaïdjan. Elle occupe deux bâtiments. Le premier, dans laquelle Akhundov est né, construit dans un style oriental, comprend deux pièces.  
Le deuxième bâtiment a été édifié ultérieurement. Des objets personnels d'Akhundov et des objets relatant la vie et la carrière de l'écrivain y sont exposés. Dans une autre pièce se trouvent les effets personnels de la mère d’Akhundov.

Objets personnels de Mirza Faltali Akhundo exposés dans la maison-musée
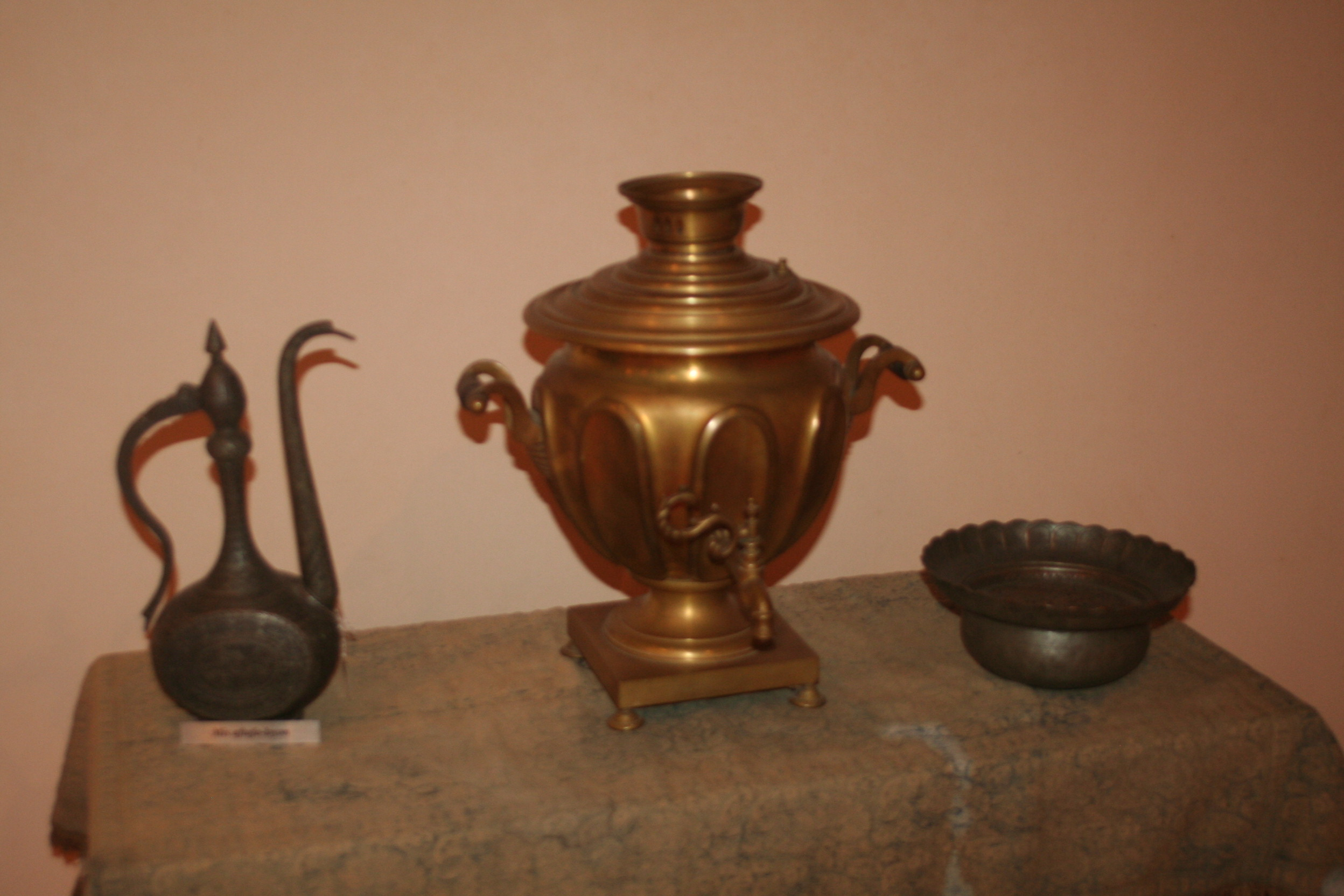
Samovar et plats
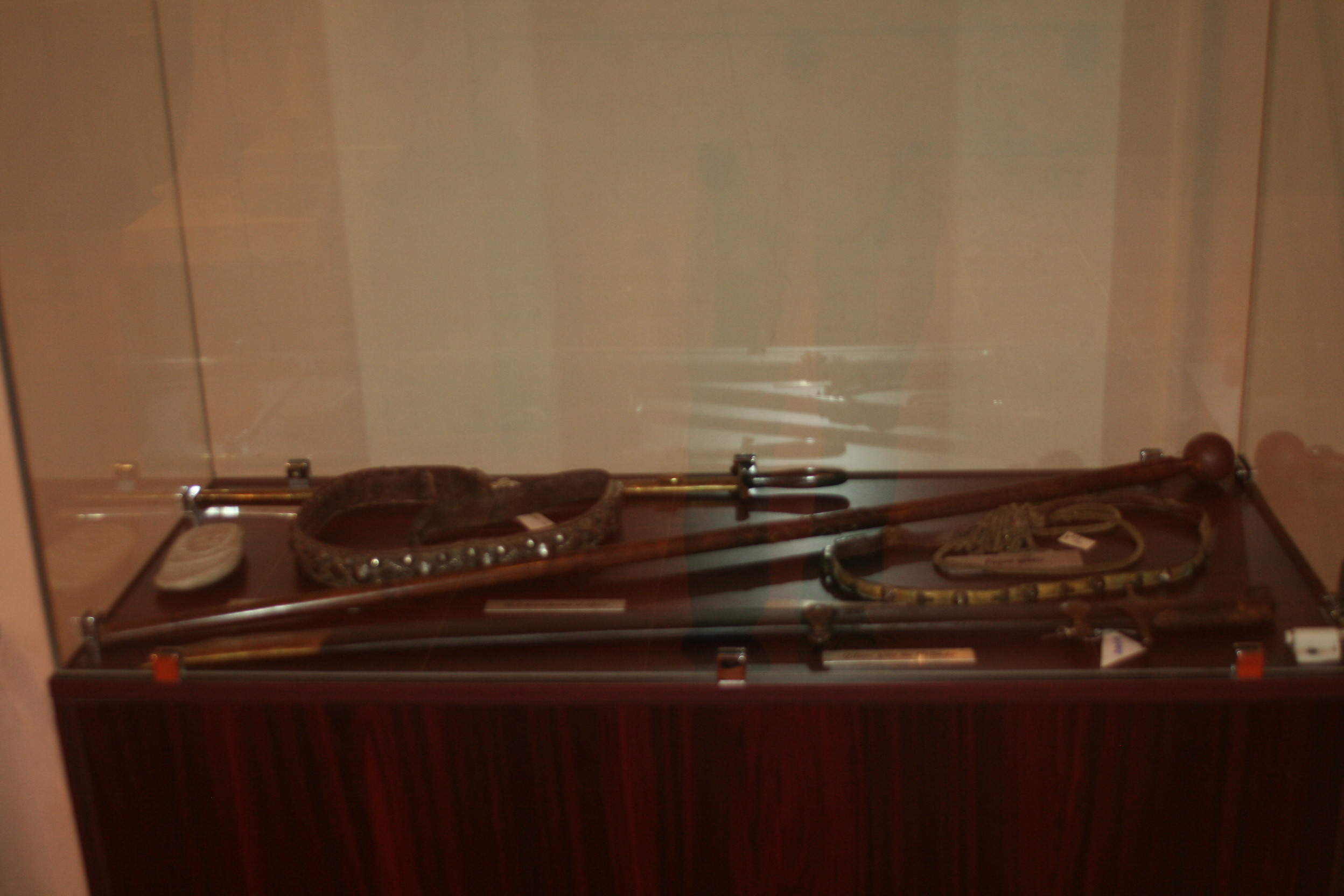
Épée, etc.
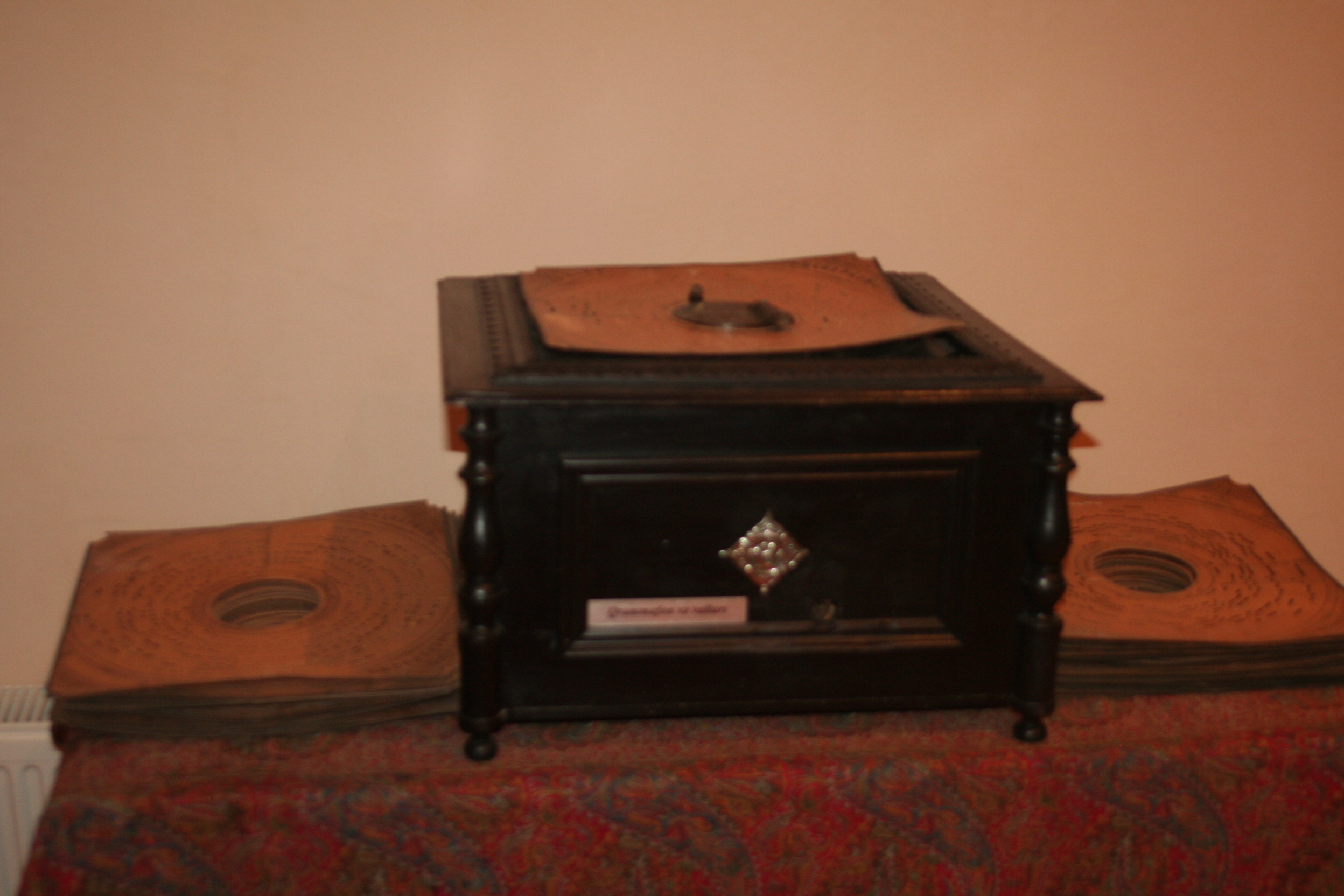
Phonographe
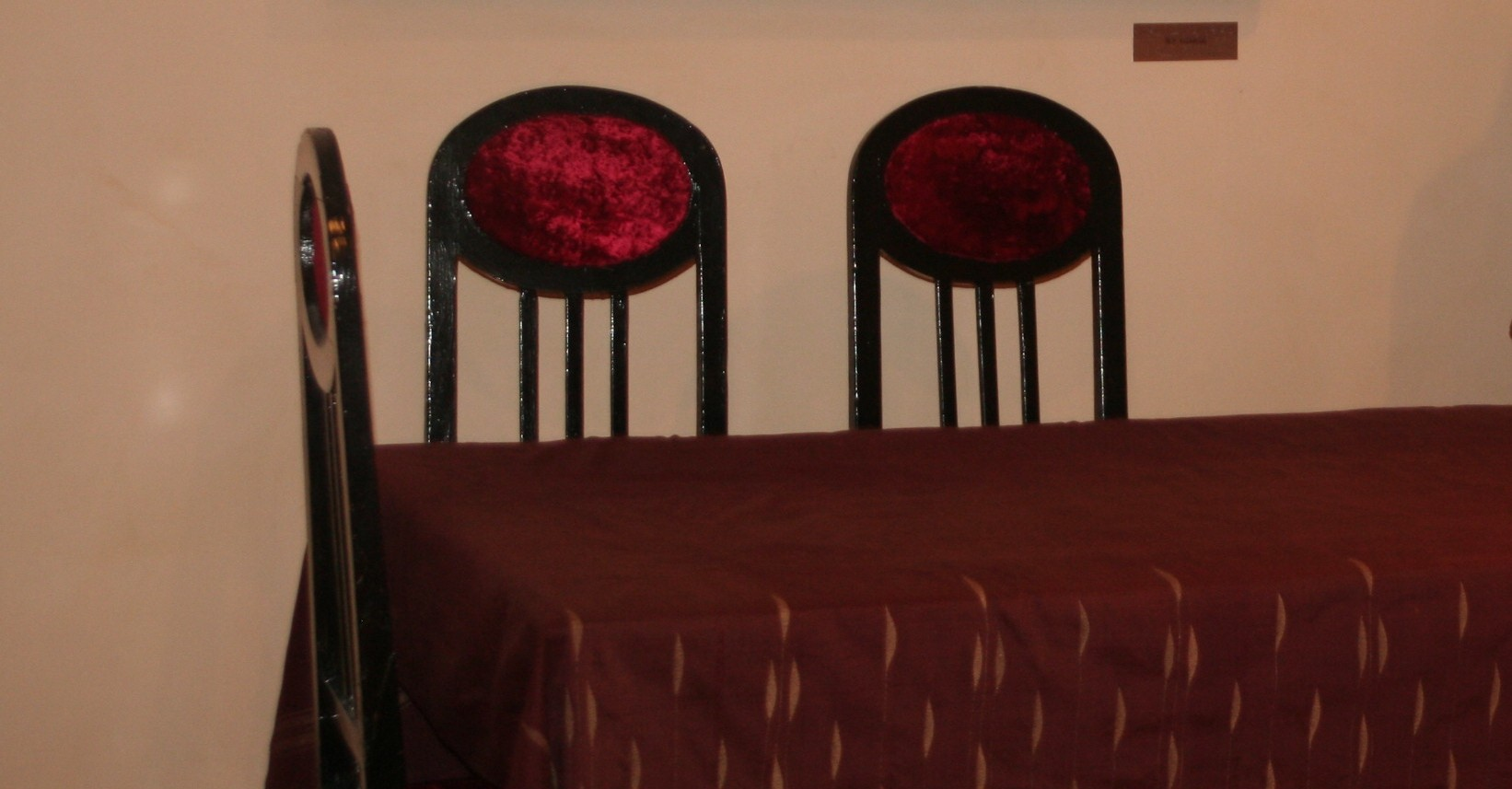
Table et chaises de la maison Akhundov à Tbilissi